# Niki Lauda
Andreas Nikolaus Lauda (Viena, Austria; 22 de febrero de 1949-Zúrich, Suiza; 20 de mayo de 2019), más conocido como Niki Lauda, fue un piloto austriaco de automovilismo, Campeón Mundial de Fórmula 1 en 1975, 1977 y 1984, subcampeón en 1976 y cuarto en 1974 y 1978. Su primera victoria fue en el Gran Premio de España de 1974, y la última en el Gran Premio de los Países Bajos de 1985.
A lo largo de su carrera en la «máxima categoría» pilotó para las escuderías March, BRM, Ferrari, Brabham y McLaren, acumulando 25 victorias y 54 podios, en un total de 177 carreras. En 1976, Lauda sufrió un grave accidente en el Gran Premio de Alemania que le produjo graves quemaduras que le dejaron marcas de por vida. Retirado temporalmente de las carreras, en 1978 fundó su propia compañía aérea, Lauda Air. Las deudas y una larga querella con la compañía Austrian Airlines lo obligaron a volver a la F1 en 1982. Se retiró definitivamente de la competición en 1985. Luego volvió a fundar o comprar compañías de aviación, entre ellas Niki. Además, comentó las carreras de Fórmula 1 para una cadena austro-alemana de televisión y fue asesor y accionista de la escudería Mercedes de Fórmula 1 hasta poco antes de su muerte, acaecida en 2019.

## Carrera deportiva

### Inicios
Nació en el seno de una familia acomodada. Si bien en casi todos los medios se apunta que su abuelo paterno fue el abogado y empresario vienés Hans Lauda, según otras fuentes su abuelo paterno fue el español Juan Lauda Crespo, natural de Loña do Monte, aldea del municipio de Nogueira de Ramuín, en la provincia de Orense. Lauda se formaba como hombre de negocios, pero decidió ser piloto de carreras en 1968 contra la voluntad de su familia. Empezó su carrera en la Fórmula Vee y después en la Fórmula 3. En 1971, llegó a la Fórmula 2 Europea con el equipo March, tras conseguir un préstamo bancario para poder continuar su carrera.

### Fórmula 1
Comenzó a correr en Fórmula 1 con el equipo March en 1971. Obtuvo al principio poco éxito tanto en el equipo March como en el BRM, al que se incorporó en 1973, pero dio su gran salto deportivo cuando su compañero de equipo en BRM, Clay Regazzoni, volvió al equipo Ferrari en la temporada 1974. El legendario propietario del equipo, Enzo Ferrari, requirió la opinión de Regazzoni sobre el conductor austríaco y al recibir buenas referencias, inmediatamente lo fichó.
Después de un apagado comienzo en la década de los setenta, el equipo Ferrari resurgió gracias al apoyo técnico del austríaco y fue recompensado con el segundo puesto en su debut con el equipo en el Gran Premio de Argentina. Pronto siguió su primera victoria en un Gran Premio, en la cuarta carrera que corrió con Ferrari, dando con ella fin a un bienio sin victorias del equipo. Lauda y Ferrari se convirtieron en el piloto y la escudería que marcaban el paso del mundial, consiguiendo seis pole positions consecutivas. Una mezcla de falta de fiabilidad e inexperiencia, no obstante, limitó sus resultados a una sola victoria más y un cuarto puesto al final del mundial.
En la temporada 1975 Lauda consiguió reeditar la trayectoria que había iniciado el año anterior. Aunque no pasó del quinto puesto en las primeras cuatro carreras de la temporada, Lauda y Ferrari mejoraron y vencieron en cuatro de los siguientes cinco grandes premios. La victoria en el Gran Premio de Estados Unidos, última carrera de la temporada, le valió a Lauda su primer campeonato del mundo.

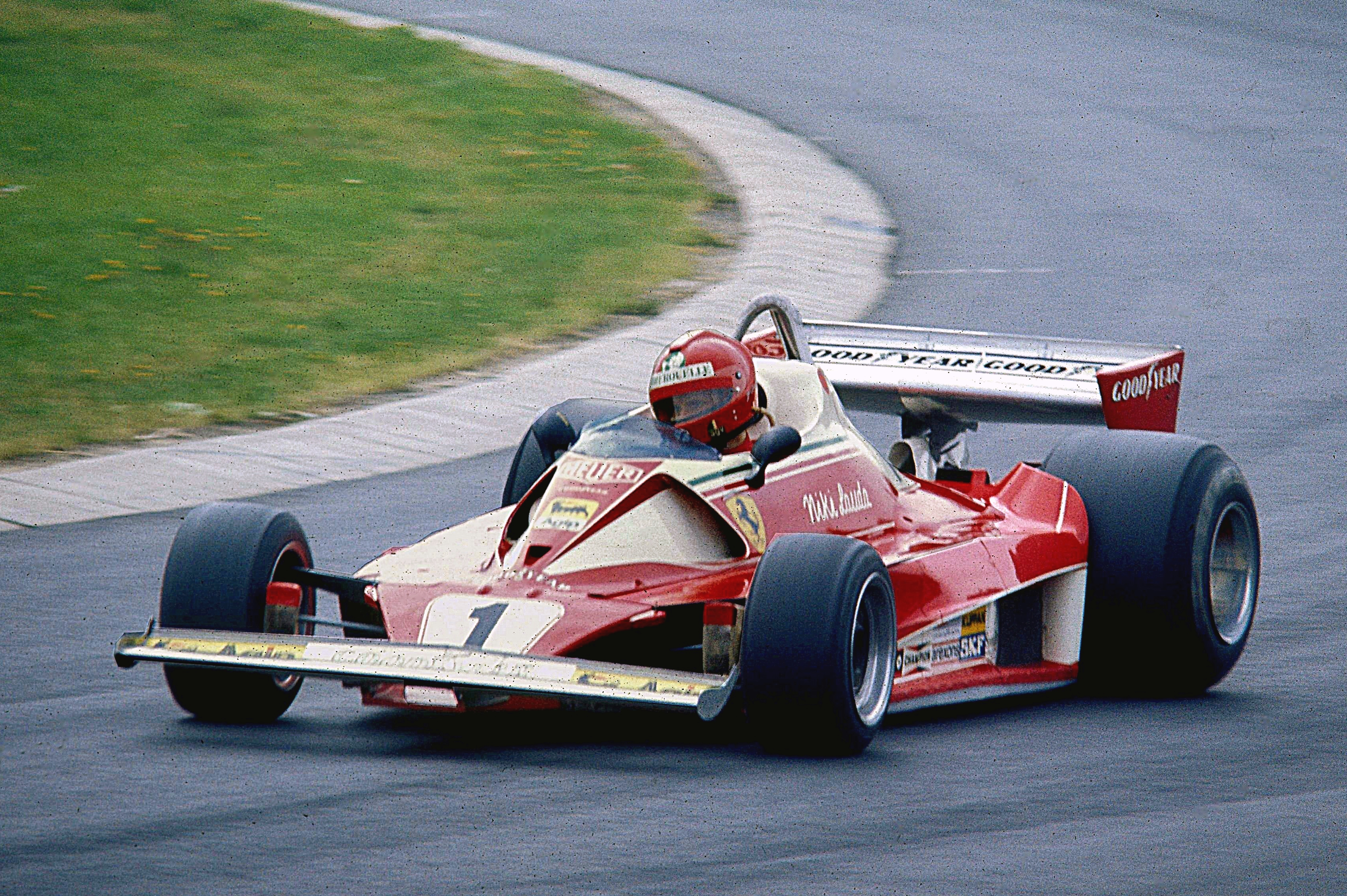
Niki Lauda durante el Gran Premio de Alemania de 1976.

En 1976, Lauda ganó cuatro de las primeras seis carreras, obteniendo el segundo puesto en las otras dos. Al final de la novena carrera, disputada en Brands Hatch, Lauda había obtenido 61 de los puntos del mundial, más del doble de los que llevaba su más inmediato perseguidor, Jody Scheckter. El segundo campeonato del mundo consecutivo parecía limitarse ya a una formalidad, acontecimiento que no se producía desde las temporadas de 1959 y 1960 en que lo había logrado Jack Brabham. Sin embargo, en la siguiente carrera, el Gran Premio de Alemania disputado en Nürburgring, Lauda sufrió un grave accidente en la curva Bergwerk, que incluían terribles quemaduras al incendiarse su coche. Tres pilotos se detuvieron para ayudarle: Harald Ertl, Guy Edwards y Arturo Merzario, al que más tarde Lauda le regaló un reloj de oro en agradecimiento. Al borde de la muerte, un sacerdote le administró la extremaunción. A pesar de ello volvió a las pistas tan sólo seis semanas después.
Durante la forzada ausencia de Lauda, el inglés James Hunt había jugado su baza y la última carrera de la temporada, el Gran Premio de Japón, comenzó con una ligera ventaja de Lauda sobre Hunt de 3 puntos. En una pista peligrosamente mojada, Lauda se retiró tras realizar dos vueltas, asegurando que consideraba inseguro continuar en tales condiciones. Hunt lideró la carrera durante la mayor parte del Gran Premio, hasta que un pinchazo le hizo perder posiciones. Consiguió remontar, no obstante, hasta la tercera posición, que le valió el título mundial por un solo punto. La anteriormente buena relación de Lauda con el equipo Ferrari se vio gravemente afectada tras ese abandono, y tuvo que soportar una difícil temporada 1977 a pesar de vencer cómodamente el campeonato mundial gracias a su regularidad. Habiendo ya anunciado que abandonaría el equipo al final de la temporada, Lauda anticipó dicho abandono ante la decisión de Ferrari de incorporar a un tercer automóvil al entonces desconocido Gilles Villeneuve en el Gran Premio de Canadá.
Incorporado al equipo Brabham en 1978, Lauda pasó dos temporadas sin éxitos, en buena medida debido al radical diseño del monoplaza, con una aerodinámica asistida por turbinas. Tras su única victoria en Suecia, el monoplaza fue inmediatamente descalificado. Durante 1978, Lauda ganó dos carreras y dos podios y el resto abandonó por problemas mecánicos, sobre todo en el pesado y poco fiable motor bóxer de Alfa Romeo.
En 1979, el austriaco solo pudo terminar dos carreras debido a la poca fiabilidad de su BT48 principalmente por el nuevo motor V12 de Alfa Romeo que resultó menos fiable que el motor anterior. Lauda solo pudo sumar cuatro puntos durante la temporada y ganó una carrera fuera del campeonato disputado en Imola, el Gran Premio Dino Ferrari. Durante ese año, Lauda ganó la categoría soporte. En el Gran Premio de Canadá, Lauda informó al propietario de la escudería, Bernie Ecclestone, de su deseó de retirarse inmediatamente, pues no deseaba "seguir conduciendo en círculos". Lauda, que había fundado una compañía de vuelos chárter, volvió a Austria para dedicarse a ella a tiempo completo.

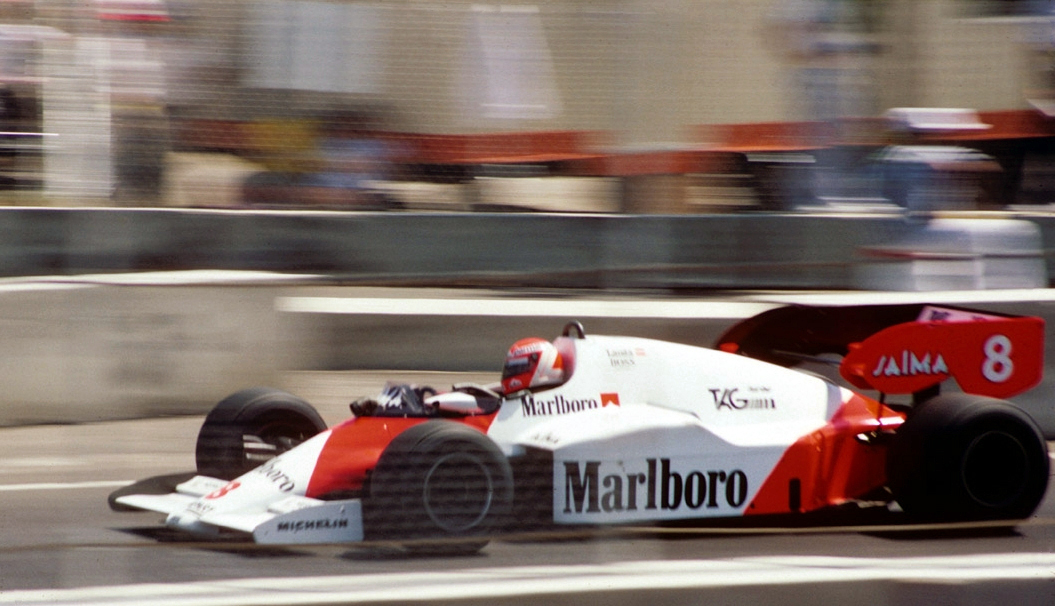
Niki Lauda ganando en Dallas en el año de su último título con McLaren.

Pero en 1982 Lauda volvió a la competición, sintiendo que aún tenía una carrera como piloto por delante. Después de una exitosa prueba con McLaren, su único problema fue convencer al patrocinador del equipo, Marlboro, de que aún era capaz de ganar. Lo demostró en su tercera carrera tras su vuelta a las pistas, ganando el Gran Premio de Long Beach. Lauda consiguió su tercer campeonato del mundo en 1984 con una victoria por medio punto sobre su compañero de equipo Alain Prost.
La temporada 1985 fue difícil para Lauda, con once retiros de las catorce carreras que comenzó. No comenzó el Gran Premio de Bélgica debido a un accidente durante las prácticas donde se rompió una muñeca, lo cual le obligó a perderse el Gran Premio de Europa en Brands Hatch; John Watson lo reemplazó para esa carrera. Sus mejores resultados fueron cuarto lugar en el Gran Premio de San Marino, un quinto en el Gran Premio de Alemania, y una sola victoria en el Gran Premio de los Países Bajos, donde contuvo a un rápido Prost al final de la carrera. Esta resultó ser su última victoria en la máxima categoría y también el último Gran Premio de Fórmula 1 celebrado en los Países Bajos. Se retiró definitivamente de la competición después de la última carrera de la temporada en Australia.
Como conductor, Lauda se ha caracterizado por una aproximación inteligente, que minimizaba los riesgos y maximizaba los resultados, y se le considera uno de los pilotos más concienzudos, capaz de pasarse largas horas refinando el comportamiento del coche.

### Después de su retiro
En 1993 fue asesor técnico de la escudería Ferrari. A su llegada le pidieron consejo para ganar nuevamente después de muchos años de sequía y la respuesta inmediata de Lauda fue: «Contraten a Michael Schumacher». Y Michael Schumacher llegó en 1996 y se trajo al equipo de ingenieros de Benetton, encabezados por Ross Brawn. Aunque hubo que esperar algunos años, pues a finales de los 90 había coches mejores en parrilla, el resultado fue un éxito absoluto, ya que arrasaron desde 2000 hasta 2004, ganando el "Káiser" 5 títulos consecutivos de pilotos y la «Scudería» 6 de constructores, algo que nunca había sucedido hasta la fecha.
Entre 2001 y 2002 dirigió a la escudería Jaguar Racing, aunque sin mucho éxito. Lauda fue despedido, junto con otras 70 figuras del equipo, a finales de 2002.
Desde 2012 hasta su muerte, fue asesor técnico y accionista (10 %) de la escudería Mercedes. Hasta 2018, tiempo en el que se mantuvo activo en el equipo, Mercedes consiguió 4 títulos del mundo (3 de Lewis Hamilton y 1 de Nico Rosberg), y 4 de constructores.
Desde 1996 hasta 2017, Lauda colaboró como panelista experto en las previas y post de las transmisiones de Fórmula 1 en la cadena de televisión alemana RTL.

## Familia y salud tras el accidente

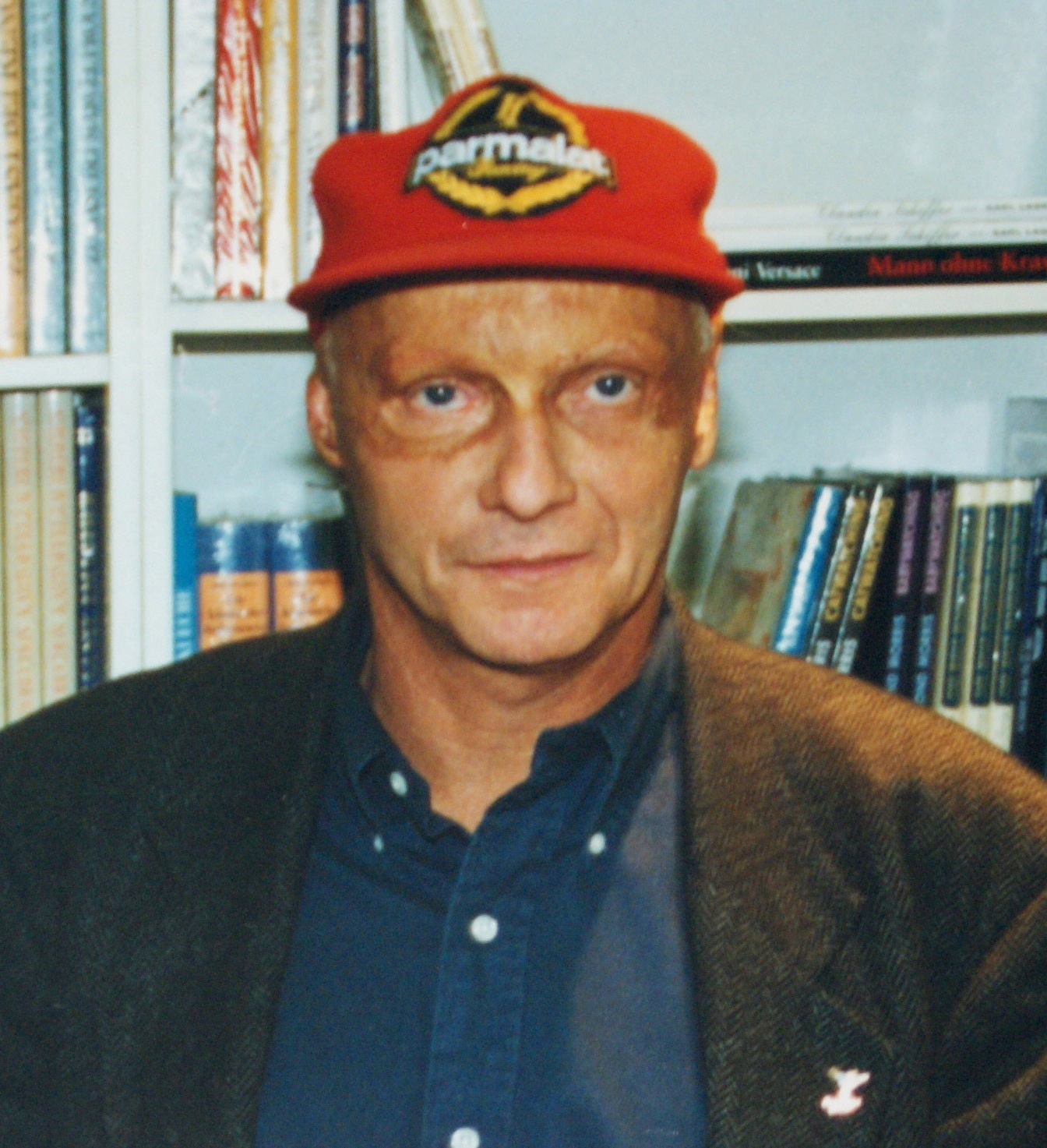
Niki Lauda en 1996

Lauda también fue conocido por el apodo de Rata o SuperRata, en virtud de la disposición de sus dientes frontales. Se casó en 1975 con la chilena-austríaca Marlene Knaus, con quien tuvo dos hijos: Luca y Mathias, quien también es piloto. Se divorció en 1996 tras 21 años de matrimonio. Su tercer hijo, Christian, nació fuera de matrimonio.
Como consecuencia del accidente sufrido en 1976, Lauda padeció graves quemaduras en la cabeza y el cuerpo, además de fracturas e intoxicación por los vapores tóxicos que desprendía el combustible en llamas. Se sometió a cuatro operaciones de trasplante de piel, pero todas fracasaron debido a que su sistema inmune los rechazaba. Lauda decidió no volver a operarse y comenzó a llevar una gorra roja para cubrir sus cicatrices, que con los años se volvió su marca distintiva.
En 1983, como tenía problemas de visión, se sometió a una operación de párpado con el cirujano plástico Ivo Pitanguy en Río de Janeiro. En 1997 se le diagnosticó una insuficiencia renal y debió recibir un trasplante de riñón de su hermano Florian Lauda. En 2005 tuvo que someterse a una nueva operación para trasplantar el otro riñón. Si bien en un comienzo el donante iba a ser su hijo mayor, Lucas, un problema de incompatibilidad detectado en el último momento lo invalidaron como donante. La entonces novia de Lauda, Birgitt, resultó ser compatible y se ofreció a donar un riñón. Aunque al principio circuló la noticia de que Lauda tenía cuatro riñones, esto fue desmentido. Lauda se casó con Birgitt en 2005 y desde entonces residieron en Ibiza, España, junto a los mellizos Mia y Max, que nacieron en 2009.

## Como empresario de aviación
En 1978 Lauda, que había fundado una compañía de vuelos chárter, volvió a Austria para dedicarse a ella a tiempo completo. Tras su retirada en 1985 volvió a la gestión de su compañía aérea, Lauda Air.
En 2001 vendió la compañía al socio mayoritario, Austrian Airlines. A finales de 2003, constituyó una nueva compañía aérea, Niki. Esta cerró en 2017, y al año siguiente compró otra aerolínea y la renombró Laudamotion, pero fue adquirida por Ryanair a fin de año.

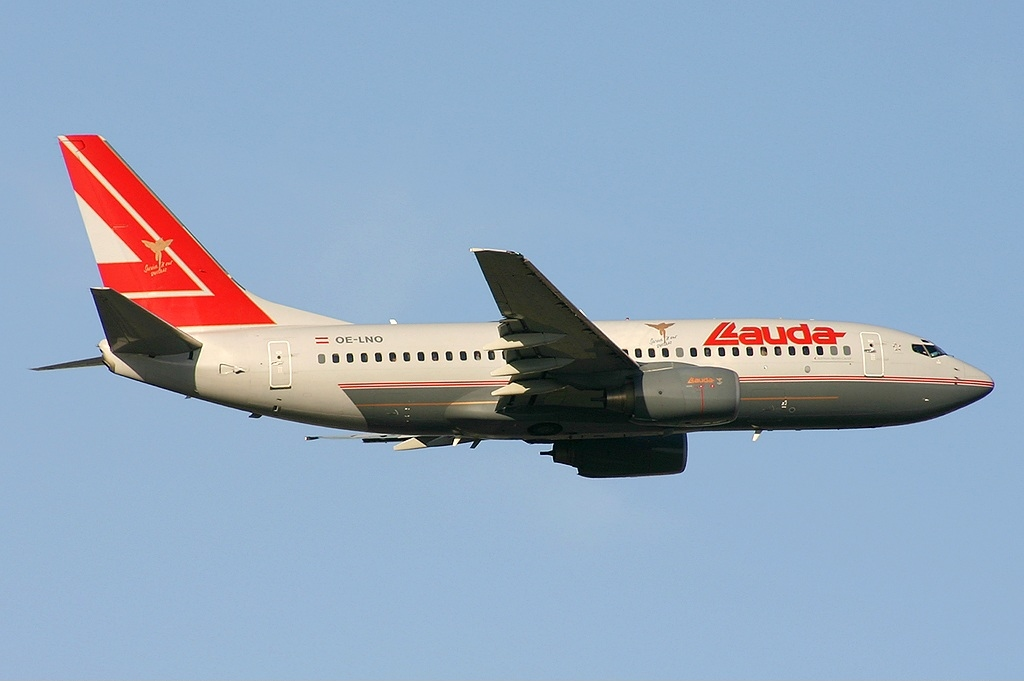
Un Boeing 737-700 de la aerolínea Lauda Air.

## Muerte

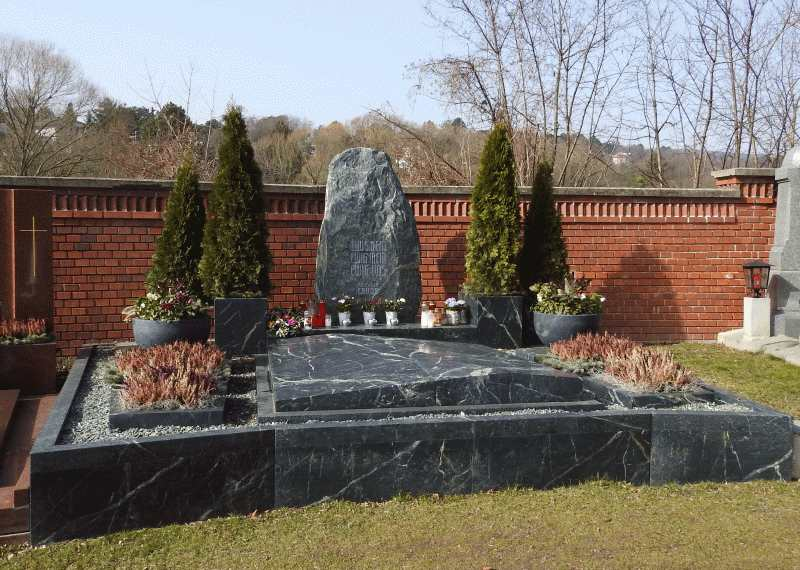
Sepultura de Niki Lauda, ubicada en Viena.

Lauda falleció el 20 de mayo de 2019, a la edad de 70 años, en un hospital en Zúrich. En 2018 había sido internado en reiteradas ocasiones, incluyendo una operación de trasplante de pulmón en agosto. A inicios de 2019 fue nuevamente internado por una infección. La muerte fue anunciada por su familia en un comunicado de prensa. Habría sido sometido a diálisis renal días antes de su fallecimiento.

## En la cultura popular
Uno de los personajes de la serie anime japonesa Arrow Emblem Hawk of the Grand Prix, está basada en la vida de Lauda, caracterizado como "El hombre enmascarado" (debido a la máscara que llevaba), y que además lo representaba casi exactamente. En el doblaje al inglés de dicha serie, que apareció con el nombre Super Grand Prix se toma el nombre del piloto para sustituir el original japonés, lo cual lo acerca cada vez más con el de la vida real. En un flashback en la película del anime, Super Grand Prix Niki Lauda habla de su propio pasado.
En 2011 se anunció la filmación de la película "Rush" sobre la vida de Niki Lauda, en la que se recrea el accidente sufrido en Nürburgring en 1976, la rivalidad con el piloto inglés James Hunt y su vida posterior. La película se estrenó en septiembre de 2013. Niki Lauda es interpretado por Daniel Brühl.
El 19 de septiembre de 2013 se estrena el documental '1: Life on the Limit', en el que aparece Lauda, entre otros pilotos que marcaron la historia de la Fórmula 1.
En octubre de 2014 se estrenó la película 'Lauda: The Untold Story', cuyo tema es el accidente que sufrió Niki en 1976.
Además, Lauda fue autor de cinco libros:
- Niki Lauda. The Art and Science of Grand Prix Driving (titulada Formula 1: The Art and Technicalities of Grand Prix Driving en algunos mercados). Motorbooks International, 1977 (ISBN 0-87938-049-7)
- Niki Lauda. My Years with Ferrari. Motorbooks International, 1978 (ISBN 0-87938-059-4)
- Niki Lauda. The New Formula-1: A Turbo Age. Motorbooks International, 1984 (ISBN 0-87938-179-5)
- Niki Lauda. Meine Story (titulada To Hell and Back en algunos mercados). Orac Verlag, 1986 (ISBN3701500258)[28]
- Das dritte Leben (1996).

Lauda le dio los créditos editoriales de sus libros al periodista austríaco Herbert Volker.

## Resumen de carrera
| Temporada | Categoría                         | Equipo                         | Carreras | Victorias | Poles | VR | Podios | Puntos | Pos. |
| --------- | --------------------------------- | ------------------------------ | -------- | --------- | ----- | -- | ------ | ------ | ---- |
| 1970      | Campeonato Mundial de Resistencia | Bosch Wien                     | 1        | 0         | 0     | 0  | 0      | 1      | NC   |
| 1971      | Campeonato Europeo de Fórmula 2   | March Engineering              | 9        | 0         | 0     | 0  | 0      | 8      | 10.º |
| 1971      | Fórmula 1                         | STP March Racing Team          | 1        | 0         | 0     | 0  | 0      | 0      | NC   |
| 1972      | Campeonato Europeo de Fórmula 2   | March Engineering              | 11       | 0         | 2     | 0  | 3      | 25     | 5.º  |
| 1972      | Fórmula 1                         | STP March Racing Team          | 12       | 0         | 0     | 0  | 0      | 0      | NC   |
| 1972      | Fórmula 3000 Británica            | March Engineering              | 4        | 1         | 0     | 1  | 4      | 31     | 1.º  |
| 1973      | Fórmula 1                         | Marlboro-BRM                   | 14       | 0         | 0     | 0  | 0      | 2      | 18.º |
| 1973      | Campeonato Europeo de Turismos    | BMW Alpina                     | 1        | 1         | 1     | 0  | 1      | 32     | 7.º  |
| 1973      | Campeonato Mundial de Resistencia | BMW Alpina                     | 1        | 0         | 0     | 0  | 0      | 0      | NC   |
| 1974      | Fórmula 1                         | Scuderia Ferrari SpA SEFAC     | 15       | 2         | 9     | 3  | 5      | 38     | 4.º  |
| 1974      | Campeonato Mundial de Resistencia | Ford Köln                      | 1        | 0         | 0     | 0  | 0      | 0      | NC   |
| 1975      | Fórmula 1                         | Scuderia Ferrari SpA SEFAC     | 14       | 5         | 9     | 2  | 8      | 64.5   | 1.º  |
| 1976      | Fórmula 1                         | Scuderia Ferrari SpA SEFAC     | 14       | 5         | 3     | 4  | 9      | 68     | 2.º  |
| 1977      | Fórmula 1                         | Scuderia Ferrari SpA SEFAC     | 14       | 3         | 2     | 3  | 10     | 72     | 1.º  |
| 1978      | Fórmula 1                         | Parmalat Racing Team           | 16       | 2         | 1     | 4  | 7      | 44     | 4.º  |
| 1979      | Fórmula 1                         | Parmalat Racing Team           | 13       | 0         | 0     | 0  | 0      | 4      | 14.º |
| 1979      | Campeonato BMW M1 Procar          | Project Four Racing            | 8        | 3         | 1     | 3  | 4      | 78     | 1.º  |
| 1982      | Fórmula 1                         | Marlboro McLaren International | 14       | 2         | 0     | 1  | 3      | 30     | 5.º  |
| 1983      | Fórmula 1                         | Marlboro McLaren International | 15       | 0         | 0     | 1  | 2      | 12     | 10.º |
| 1984      | Fórmula 1                         | Marlboro McLaren International | 16       | 5         | 0     | 5  | 9      | 72     | 1.º  |
| 1985      | Fórmula 1                         | Marlboro McLaren International | 14       | 1         | 0     | 1  | 1      | 14     | 10.º |
| Fuente:   |                                   |                                |          |           |       |    |        |        |      |

## Resultados

### Fórmula 1
(Clave) (negrita indica pole position) (cursiva indica vuelta rápida)

| Año     | Escudería                      | 1       | 2       | 3       | 4       | 5       | 6       | 7       | 8       | 9       | 10      | 11      | 12      | 13      | 14      | 15      | 16      | 17  | Pos. | Puntos |
| ------- | ------------------------------ | ------- | ------- | ------- | ------- | ------- | ------- | ------- | ------- | ------- | ------- | ------- | ------- | ------- | ------- | ------- | ------- | --- | ---- | ------ |
| 1971    | STP March Racing Team          | RSA     | ESP     | MON     | NED     | FRA     | GBR     | GER     | AUT Ret | ITA     | CAN     | USA     |         |         |         |         |         |     | 28.º | 0      |
| 1972    | STP March Racing Team          | ARG 11  | RSA 7   | ESP Ret | MON 16  | BEL 12  | FRA Ret | GBR 9   | GER Ret | AUT 10  | ITA 13  | CAN DSQ | USA Ret |         |         |         |         |     | 23.º | 0      |
| 1973    | Marlboro-BRM                   | ARG Ret | BRA 8   | RSA Ret | ESP Ret | BEL 5   | MON Ret | SWE 13  | FRA 9   | GBR 12  | NED Ret | GER Ret | AUT DNS | ITA Ret | CAN Ret | USA Ret |         |     | 17.º | 2      |
| 1974    | Scuderia Ferrari SpA SEFAC     | ARG 2   | BRA Ret | RSA 16  | ESP 1   | BEL 2   | MON Ret | SWE Ret | NED 1   | FRA 2   | GBR 5   | GER Ret | AUT Ret | ITA Ret | CAN Ret | USA Ret |         |     | 4.º  | 38     |
| 1975    | Scuderia Ferrari SpA SEFAC     | ARG 6   | BRA 5   | RSA 5   | ESP Ret | MON 1   | BEL 1   | SWE 1   | NED 2   | FRA 1   | GBR 8   | GER 3   | AUT 6~  | ITA 3   | USA 1   |         |         |     | 1.º  | 64,5   |
| 1976    | Scuderia Ferrari SpA SEFAC     | BRA 1   | RSA 1   | USW 2   | ESP 2   | BEL 1   | MON 1   | SWE 3   | FRA Ret | GBR 1   | GER Ret | AUT DNP | NED DNP | ITA 4   | CAN 8   | USA 3   | JPN Ret |     | 2.º  | 68     |
| 1977    | Scuderia Ferrari SpA SEFAC     | ARG Ret | BRA 3   | RSA 1   | USW 2   | ESP Ret | MON 2   | BEL 2   | SWE Ret | FRA 5   | GBR 2   | GER 1   | AUT 2   | NED 1   | ITA 2   | USA 4   | CAN DNP | JPN | 1.º  | 72     |
| 1978    | Parmalat Racing Team           | ARG 2   | BRA 3   | RSA Ret | USW Ret | MON 2   | BEL Ret | ESP DNS | SWE 1   | FRA Ret | GBR 2   | GER Ret | AUT Ret | NED 3   | ITA 1   | USA Ret | CAN Ret |     | 4.º  | 44     |
| 1979    | Parmalat Racing Team           | ARG Ret | BRA Ret | RSA 6   | USW Ret | ESP Ret | BEL Ret | MON Ret | FRA Ret | GBR Ret | GER Ret | AUT Ret | NED Ret | ITA 4   | CAN DNP | USA     |         |     | 14.º | 4      |
| 1982    | Marlboro McLaren International | RSA 4   | BRA Ret | USW 1   | SMR     | BEL DSQ | MON Ret | USA Ret | CAN Ret | NED 4   | GBR 1   | FRA 8   | GER DNS | AUT 5   | SUI 3   | ITA Ret | LVG Ret |     | 5.º  | 30     |
| 1983    | Marlboro McLaren International | BRA 3   | USW 2   | FRA Ret | SMR Ret | MON DNQ | BEL Ret | USA 13  | CAN Ret | GBR 6   | GER DSQ | AUT 6   | NED Ret | ITA Ret | EUR Ret | RSA 11  |         |     | 10.º | 12     |
| 1984    | Marlboro McLaren International | BRA Ret | RSA 1   | BEL Ret | SMR Ret | FRA 1   | MON Ret | CAN 2   | USA Ret | USW Ret | GBR 1   | GER 2   | AUT 1   | NED 2   | ITA 1   | EUR 4   | POR 2   |     | 1.º  | 72     |
| 1985    | Marlboro McLaren International | BRA Ret | POR Ret | SMR 4   | MON Ret | CAN Ret | USA Ret | FRA Ret | GBR Ret | GER 5   | AUT Ret | NED 1   | ITA Ret | BEL DNS | EUR     | RSA Ret | AUS Ret |     | 10.º | 14     |
| Fuente: |                                |         |         |         |         |         |         |         |         |         |         |         |         |         |         |         |         |     |      |        |

| Predecesor: Emerson Fittipaldi | Campeón de Fórmula 1 1975 | Sucesor: James Hunt     |
| Predecesor: James Hunt         | Campeón de Fórmula 1 1977 | Sucesor: Mario Andretti |
| Predecesor: Nelson Piquet      | Campeón de Fórmula 1 1984 | Sucesor: Alain Prost    |